# Baldomero Espartero

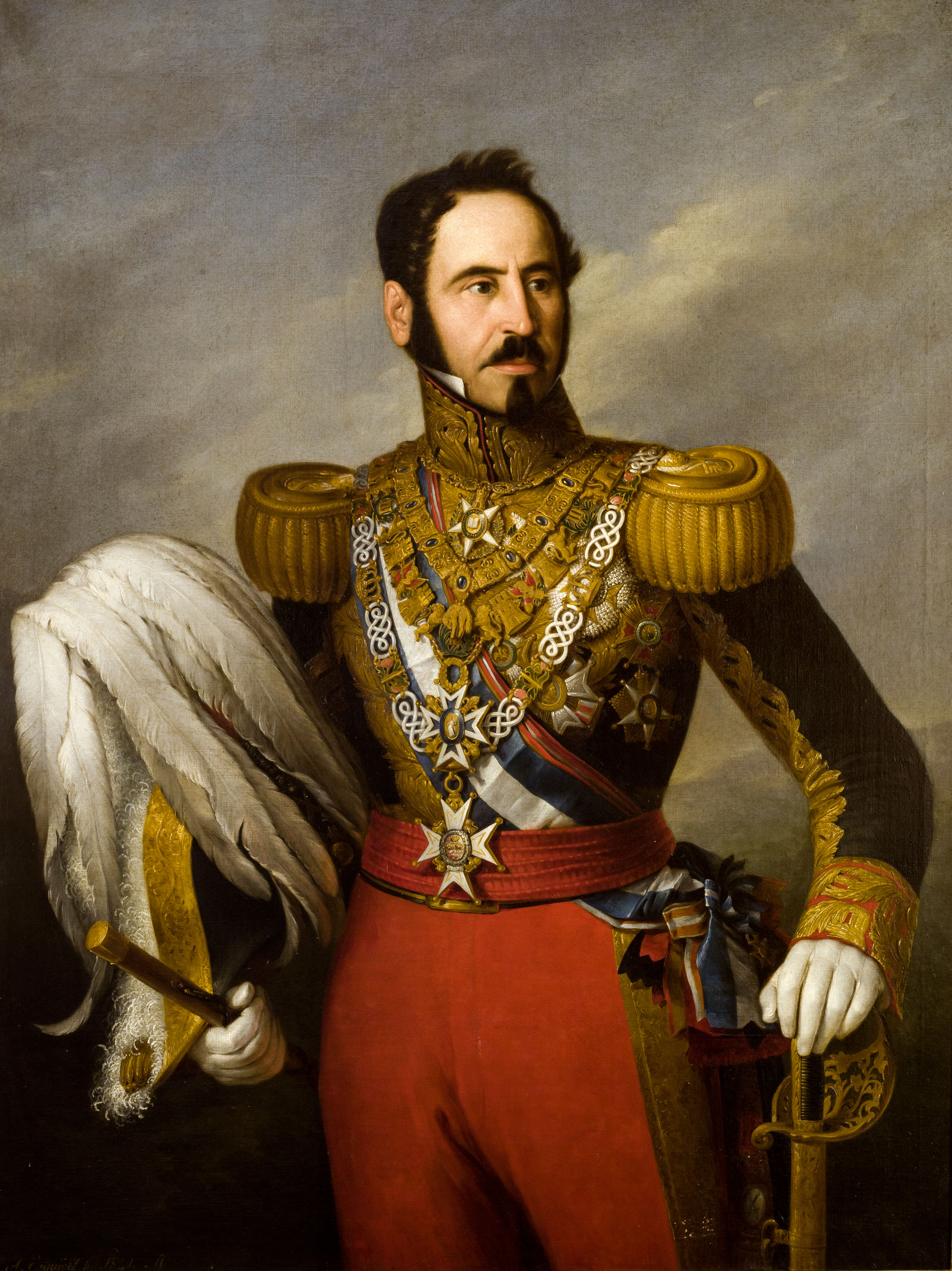
Arcképe 1851-ből

Baldomero Espartero de la Vittoria herceg (Granátula de Calatrava, 1793. február 27. – Logroño, 1879. január 8.) spanyol politikus.

## Életpályája
16 éves korában lépett a hadseregbe. Harcolt a franciák ellen. Részt vett a dél-amerikai gyarmatok elleni háborúban (1815—25). Ezredessé, majd 1823-ban tábornokká nevezték ki. Izabella trónraléptekor a királynő pártjára állt. A karlisták ellenében Izabella pártján (Isabelinos) harcolt. Ő mentette meg 1836-ban Madridot a karlistáktól, ezért Navarra alkirályává tették. Bilbao felmentése után 1838-ban megsemmisítette Burgos, majd Peñacerrada mellett a karlista sereget. 1839-ben menekülésre kényszerítette Don Carlost. Megkötötte a vergarai egyezményt, 1839. augusztus 31-én. Már 1837-ben miniszterelnök lett, 1840-ben megbuktatta Krisztina abszolutizmusát és elsőként alakított Spanyolországban tábornoki kormányt. Régens lett 1841-ben; az ország romlott viszonyai és saját katonái nevelése diktátorságra késztették. 1843-ban a Prim és Narvaez vezetése alatt kitört ellenforradalom miatt menekülnie kellett. 1848-ban hazatért. 1854 és 1856 között miniszterelnök volt. Keresztülvitte Krisztina anyakirálynő eltávolítását és az egyházi javak egy részének eladását. Az emiatt keletkezett bonyodalmakban Izabella királynő nem támogatta őt, emiatt lemondott. 
1839-ben Izabella királynő Vittoria hercegévé tette. Később Krisztina anyakirályné ellen fordult, és szinte kierőszakolta, hogy Spanyolország kormányzója legyen 1841-ben. Két év múlva azonban ellenségei forradalmat robbantottak ki ellene. Espartero ekkor Angliába menekült, ahonnan csak 1849-ben tért vissza. 1854-ben rövid ideig miniszterelnök volt. 1856. július 14-én lemondott és végleg visszavonult Logroñoba.